# 7 septembre dans les chemins de fer
7 août 7 octobre
Chronologies thématiques
- Croisades
- Sports
- Disney

Cette page concerne les événements qui se sont déroulés un 7 septembre dans les chemins de fer.

## Événements

### XIXesiècle
- 1827 : en Bohême, mise en service de la première ligne de chemin de fer d’Autriche et la deuxième d'Europe continentale.
- 1863 : en France, arrivée du chemin de fer à Quimper[1].

### XXesiècle
- 1992
  - en France, suspension de la cotation des actions Orlyval. Les difficultés financières sont le résultat de l'échec commercial de la ligne ouverte le 2 octobre 1991.
  - en France, ouverture de la ligne 2 du tramway de Nantes.

### XXIesiècle
- 2005 : en Belgique, la SNCF obtient le certificat de sécurité l'autorisant à faire circuler des trains en Belgique.